# ORP Rybitwa (1935)
ORP Rybitwa – polski trałowiec redowy typu Jaskółka, nazywany też minowcem. Był drugim okrętem o tej nazwie w Polskiej Marynarce Wojennej.

## Historia
Zbudowany  w Stoczni Rzecznej w Modlinie. Budowę rozpoczęto w maju 1933, wodowanie nastąpiło 26 kwietnia 1935, podniesienie bandery: 21 grudnia 1935. Początkowo nosił znak burtowy: R. Pierwszym dowódcą był kpt. mar. Jerzy Kossakowski.
Okręt uczestniczył w kampanii wrześniowej 1939 w składzie Dywizjonu Minowców, pod dowództwem kpt. mar. Kazimierza Miładowskiego. 1 września 1939 po południu, razem z pozostałymi trałowcami Dywizjonu, wziął udział w odpieraniu zmasowanego nalotu niemieckich bombowców  koło Helu, po czym odholował uszkodzoną przez bombę ORP "Mewę" na Hel. Okręt następnie wraz z resztą Dywizjonu stacjonował w porcie w Jastarni. 7 września wraz z "Jaskółką" patrolował w celu poszukiwania niemieckiego zestrzelonego samolotu. 11 i 12 września okręt wraz z OORP "Czajką" i "Jaskółką" wspierał ogniem artylerii polskie pozycje Lądowej Obrony Wybrzeża, a w nocy na 13 września przeprowadził operację minowania. 14 września 1939 podczas nalotu na Jastarnię, "Rybitwa" została trafiona bombą, która przebiła rufę okrętu na wylot nie wybuchając. Po prowizorycznym naprawieniu uszkodzeń (zatkaniu dziury kołkiem), "Rybitwę" rozbrojono i jej działo użyto dla obrony lądowej, po czym okręt przeszedł 17 września na Hel, gdzie opuszczono banderę, a jego załoga dołączyła do obrony lądowej.
Po kapitulacji Helu 2 października 1939, okręt został zdobyty w porcie przez Niemców. Następnie, "Rybitwa" została wcielona do niemieckiej marynarki (Kriegsmarine) pod nazwą Rixhöft. Służyła tam początkowo jako trałowiec, a od 1940 jako okręt pomocniczy – poławiacz torped (Torpedofangboot) z oznaczeniem: TFA 8. Okręt przetrwał wojnę i razem z 3 innymi dawnymi polskimi trałowcami (OORP ORP "Mewa", ORP "Żuraw", ORP "Czajka") wszedł w skład rezerwowego zespołu niemieckiej służby trałowej. Okręty te zostały następnie odnalezione przez władze polskie w  Travemünde i rewindykowane. 25 stycznia 1946 jeszcze w Travemünde okręt podniósł ponownie polską banderę i przywrócono mu nazwę ORP "Rybitwa". Dowódcą okrętu został ponownie kmdr ppor. Kazimierz Miładowski, pełnił on jednocześnie obowiązki dowódcy Dywizjonu
Po uzbrojeniu i wyposażeniu w Kilonii, 12 marca 1946 "Rybitwa" z pozostałymi trałowcami powróciła do Gdyni, gdzie zostały wcielone do Flotylli Trałowców, tworząc 1. dywizjon. Okręt nosił wówczas znak burtowy: RB. Od 1 czerwca 1947 okręt służył w składzie Szczecińskiego Obszaru Nadmorskiego.
W lipcu 1949 w związku z rozwiązaniem Szczecińskiego Obszaru Nadmorskiego "Rybitwa" została przebazowana do Gdyni, gdzie została przeklasyfikowana na dozorowiec o nazwie D-47 i wcielona do 2. Dywizjonu Patrolowców. Zdjęto wówczas wyposażenie trałowe, a po remoncie w 1951 zmianie uległo uzbrojenie okrętu. W 1955 D-47 wszedł w skład Dywizjonu Patrolowców i Dużych Ścigaczy w Gdyni. W 1960 znak taktyczny zmieniono na 327. Okręt wycofany został w 1966 i przekształcony na pozbawioną napędu barkę koszarową o oznaczeniu BK-3, stacjonującą w Gdyni. Ostatecznie wycofany w 1972, następnie złomowany.

## Dane techniczne
- uzbrojenie (do 1939):
  - 1 działo uniwersalne kaliber 75 mm
  - 2 karabiny maszynowe przeciwlotnicze 7,92 mm Maxim wz. 08
  - 20 min kotwicznych wz.08
  - 20 bomb głębinowych
- uzbrojenie (1946-1951):
  - 5 działek przeciwlotniczych kaliber 20 mm (jedno pojedyncze i dwa podwójne)
- uzbrojenie (1952-66):
  - 1 podwójnie sprzężone działko przeciwlotnicze kaliber 37 mm
  - 1 podwójnie sprzężony wkm przeciwlotniczy kalibru 12,7 mm
  - 2 zrzutnie bomb głębinowych
- wyposażenie trałowe: 2 komplety trałów kontaktowych (do 1939 – trały Ronarch'a, 1946-51 – trały Szulca) – do 1951.